# Brložský potok (přítok Otavy)
Brložský potok je vodní tok v Jihočeském kraji. Je dlouhý 27 kilometrů a plocha jeho povodí měří 121,2 km². Pramení v Blatenské pahorkatině, protéká výběžkem Benešovské pahorkatiny a v Českobudějovické pánvi se vlévá zleva do Otavy. V úseku od pramene až po soutok s Mísníčkem bývá označován také jako Rojický potok.

## Průběh toku
Potok je dlouhý 27 kilometrů. Jeho povodí měří 216,78 km² a průměrný průtok v ústí je 0,42 m³/s. Pramen se nachází v nadmořské výšce 554 metrů jižně od Záboří. Potok vytéká z Velkého rybníka. Teče převážně východním směrem a v okolí Bratronic napájí další rybníky: Klečkovnu, Řežabinu, Řežabinku, Nahošín a Kovašín. Mezi rybníky Nahošín a Kovašín protéká přírodní rezervací Kovašínské louky. Jihovýchodně od Lažan potok protéká Kořenským rybníkem, podél severního úpatí obtéká Holý vrch s pozůstatky pravěkého hradiště Láz a napájí také rybníky Horní a Dolní zástava. Odtud se stáčí směrem k jihovýchodu. U Rojic proteče Velkorojickým a Malorojickým rybníkem. U pozůstatku petrovické tvrze se do něj vlévá Petrovický potok. Dalším přítokem je Mísníček, který se do Brložského potoka vlévá pod Žižkovým vrchem jihozápadně od Brloha. Volnou krajinou pokračuje do Dobevi, u které začíná další soustava rybníků, ve které potok zásobuje vodou Dobevský rybník a Velký potočný rybník. U Kestřan míjí Podvesný rybník a vzápětí se zleva vlévá do Otavy v nadmořské výšce 369 metrů.

## Přítoky
- Pravostranné: Petrovický potok, Vítkovský potok
- Levostranné: Mísníček, Dobevský potok

## Mlýny
Mlýny jsou seřazeny po směru toku potoka.
- Kabelíkův mlýn - Sedlice u Blatné, okres Strakonice
- Mlýn ve Velké Turné – Velká Turná, okres Strakonice, kulturní památka